# 周濂 (学者)

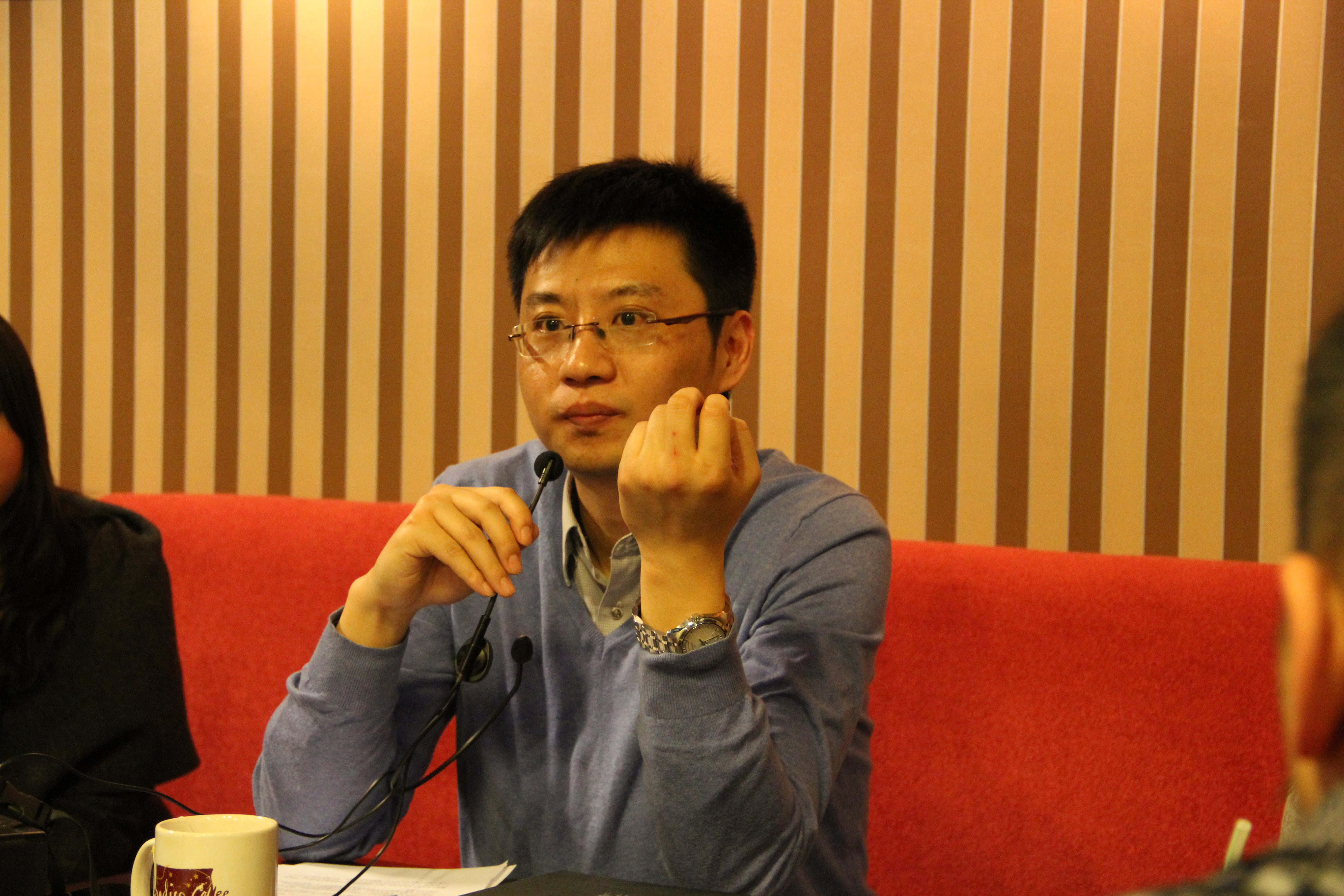
2012年3月24日，周濂在人大勺见沙龙与大家一起讨论桑德尔的书《公正：该如何做是好？》

周濂（1974年12月—），生于中國浙江，现任中国人民大学哲学院外国哲学教研室副教授，研究领域为政治哲学、道德哲学和语言哲学。兼任《知识分子论丛》与《公共哲学》杂志编辑。

## 生平
1974年12月生于浙江。1991年考入北京大学就读于哲学系。1996年9月保送进入北大哲学系攻读硕士学位。1999年7月哲学硕士毕业，在北京从事媒体工作。2005年8月获得香港中文大学哲学博士学位。
2005年11月进入中国人民大学哲学院任教。2009年10月至2010年4月在英国牛津大学哲学系做访问学者。现为中国人民大学哲学院外国哲学教研室副教授。

## 家庭
妻子刘瑜。

## 著作
- 《现代政治的正当性基础》
- 《你永远都无法叫醒一个装睡的人》[3]
- 《打开：周濂的100堂西方哲学课》
- 《正义的可能》

## 译著
- 《苏格拉底》 A.E.泰勒著  （合译）
- 《海德格尔、哲学、纳粹主义》 朱利安·扬著 （合译）
- 《西方大观念》中“寡头主义”，“政府”，“国家”等章节。